# 黎威穆帝
黎威穆（越南语：／；1488年6月14日—1510年1月10日），名黎濬（越南语：／），又名黎諠，《明實錄》和《明史·安南傳》則作黎誼，諡號威穆帝，是越南後黎朝第八任皇帝。他是黎憲宗黎暉的次子，黎肅宗黎敬甫的庶兄。

## 生平
威穆帝沉湎酒色，恣行暴政，而且寵信母親昭仁皇太后阮氏瑾的兄弟阮種、阮伯勝。不願擁立他的人，如太皇太后阮氏恒和禮部尚書覃文禮，都御史阮光弼都被他殺死。中國明朝使者許天錫諷稱他為「鬼王」（越南语：／），作詩道「安南四百運尤長，天意如何降鬼王」。
黎濬殘害宗親，使得許多宗親有反意，1509年，他就将叔父黎镔的所有儿子抓来残害，但后来簡修公黎晭却賄賂狱卒逃走了。黎濬雇有一批侍衛保護自己，其中之一便是後來篡位建立莫朝的莫登庸。莫登庸與黎濬非常親近，並升到了天武衛都指揮使之位，在黎濬在位時期開始坐大。威穆帝的堂弟簡修公黎晭被威穆帝關於獄中，賄賂守衛才得以脫逃，後與其它大臣一起舉兵反威穆帝。黎濬死於1509年，死因說法不一，大越史記全書所載說法有二，一說被黎晭所俘後飲酖自殺，一說逃亡時被殺，明史外國傳二則說阮種逼黎濬自殺後立其弟阮伯勝為帝，貶黎濬為愍厲公（越南语：／），黎廣誅阮伯勝，再立黎晭為帝。
《大越史記全書》記載：
|  | 二十八日，帝走至日昭坊前，衛士追獲之，納與簡脩公，繫麗景門。公以衛士不義，遂殺之。十二月初一日，帝飲酖自盡。簡脩公以帝前日殺父母兄弟之慘憤猶未解，使人以大砲，置屍火處，砲發散盡骸骨，止以餘燼回葬母鄉扶軫安陵，降為愍厲公。一說義師逼近，帝出幸安朗縣東皋社及悔村，被本社市肆人迎回，納於阮文郎。將回北使館弒之，其外戚亦皆盡弒。 |

《明史》則記載：
|  | 種等怙寵竊權，四年逼誼自殺，擁立其弟伯勝，貶誼為厲湣王。國人黎廣等討誅之，立灝孫晭，改諡誼威穆帝。 |

## 妻妾
- 威穆皇后陳氏松
- 陳氏竹，威穆皇后的姊姊
- 貴妃黎氏

## 子女
黎威穆帝只有一子，出生并卒于1506年。

## 評價
《大越史記全書》：「帝嗜酒好殺，荒色立威，屠戮宗室，幽殺祖母，外戚縱横，百姓讓怒，時稱鬼王，亂徴見矣。」「愍厲信任外戚，暴虐無道，誅戳宗室，殘酷百姓，自取滅亡，不亦宜乎。」
《洪順治平寶範》：「端慶年間，內朝干政，外戚專權，法令煩苛，紀綱紊亂，農桑失業，風俗日偷，甚可憫也。况又傷殘骨肉，沈溺臣僚，所爲若是，欲不亡得乎？」
阮煜《洪順中興記》：「愍厲失德，种、勝專權。承業以牧牛之豎，兼掌宗人；子模以賣魚之兒，總領宿衞。登進豺狼之輩，競開賄賂之門。修第宅，則太原、宣光等處山無木以塞欲源；索鹹鹽，則乂安、安邦地方海無鱗以填餓喙。太阿倒置，神器展榣，災異屢見，下民怨嗟，其亡宜矣。」
襄翼帝：「端慶黎濬，襲封王爵，經四年間，寵任母黨姜种，阮伯勝等，恣行凶暴，濁亂朝綱，屠戮宗親，鴆殺祖母，荼毒國人，民不堪命。种、勝等權傾中外，惡黨日滋，圖竊國柄。」
梁得朋《為簡脩公檄諭大臣百官》：「暴主黎濬，猥以庶孽，濫玷洪圔。因循殆至五年，盈串已成萬狀。傷殘骨肉，沉溺臣僚。寵戚畹而狗尾縱橫，遠骨鲠而魚頭竄伏。爵已盡而濫賞不盡，民已窮而濫取無窮。征賦若錙銖，用財若泥沙，暴虐殆同於秦政；待臣如犬馬，視民如草芥，慢侮有甚於魏整。况又大其宮室，廣其苑囿。驅民種樹，宋花綱之覆撤相尋；塡海築宮，秦阿房之昏風復踵。土木築而改，改而築，疲勞海陽京北之民；華宗驕而横，橫而驕，騷擾藩鎭四宣之境。居民疾首，率土痛心。」「端慶御圖，外家擅政，子模以市井昏愚之輩，紊亂朝綱；勝种以閭閻乳臭之童，妄行威福。甚至鴆殺祖母，魚肉親王。以私意而屠戮生民，罔知紀極；以密體而誅求錢貨，益肆貪淫。四海困窮，萬民愁怨。」